# Streetlife (artist)
Streetlife född Patrick Charles i Bronx, New York är en amerikansk rappare med stark anknytning till  hiphopkollektivet Wu-Tang Clan. Han gjorde sin rap debut under namnet "Street Thug" på låten "Mr. Sandman" från Method Mans första solo skiva "Tical" 1994. Han har genom åren fortsatt medverka på olika Wu-Tang projekt. Streetlifes debut soloalbum "Street Education" släpptes 2005.